# Liborina
Liborina é uma cidade da Colômbia, no departamento de Antioquia.